# Пјер Кошар
Пјер Кошар (фр. Pierre Cochard; Вуарон, 13. јун 1962) је француски дипломата и актуелни амбасадор Француске у Србији.

## Биографија
Пјер Кошар је рођен 13. јун 1962. године у граду Вуарону у департману Изер. Дипломирао је на Париском институту политичких наука, а затим се школовао на Школи националне администрације.
Каријеру је започео 1989. године у Подуправи за разоружање при Министарству спољних послова. Први секретар француске амбасаде у Техерану је постао 1994. године, а од 1997. године је био први секретар амбасаде у Токију. Од 2001. до 2005. године је био заменик директора за источну Европи, а од 2005. до 2008. године је био први саветник амбасаде при Светој столици.
Крајем 2008. године, прелази у Инспекторат за спољне послове. Од 2012. године постаје заменик генералног директора за политичка питања и безбедност.
Од септембра 2016. до септембра 2019. године је био генерални конзул Француске у Јерусалиму, а од септембра до децембра 2019. године се налазио на дужности генералног секретара француске делегације на 74. Генералној скупштини Уједињених нација.
У новембру 2021. године, именован је за амбасадора у Београду.
Говори енглески, персијски и италијански језик.

## Одликовања
- Витез Националног ордена за заслуге (2009)
- Витез Легије части (2014)